# Светско првенство у даљинском пливању 2013.
Светско првенство у даљинском пливању 2013. одржано је у оквиру Светског првенства у воденим спортовима у Барселони. Такмичење је одржано од 20. до 27. јула у старој луци Moll de la Fusta.
Најуспешнији такмичар Светског првенства у даљинском пливању 2013. је Немац Томас Лурц са четири медаље, од тога 2 златне и по једну сребру и бронзану.

## Дисциплине
Такмичење се састојало од 7 дисциплина које су се одвијале на стазама::
- 5 км мушкарци и жене појединачно
- 5 км екипно мешовито. У екипи од три члана један је морао бити другог пола.
- 10 км мушкарци и жене појединачно
- 25 км мушкарци и жене појединачно

## Календар
| ● | Квалификације | 1 | Финала |

| јули 2011        | 20 Суб | 21 Нед | 22 Пон | 23 Уто | 24 Сре | 25 Чет | 26 Пет | 27 Суб | 28 Нед | 29 Пон | 30 Уто | 31 Сре | 1 Чет | 2 Пет | 3 Суб | 4 Нед | Златне медаље |
| ---------------- | ------ | ------ | ------ | ------ | ------ | ------ | ------ | ------ | ------ | ------ | ------ | ------ | ----- | ----- | ----- | ----- | ------------- |
| Даљинско пливање | 2      |        | 1      | 1      |        | 1      |        | 2      |        |        |        |        |       |       |       |       | 7             |

## Сатница
| Датум         | Време | Ниво           |
| ------------- | ----- | -------------- |
| 20 јули 2013  | 10:00 | 5 км жене      |
| 20 јули 2013  | 13:00 | 5 км мушкарци  |
| 22. јули 2013 | 12:00 | 10 км мушкарци |
| 23. јули 2013 | 12:00 | 10 км жене     |
| 25. јули 2013 | 12:00 | 5 км екипно    |
| 27. јули 2013 | 08:00 | 25 км мушкарци |
| 27. јули 2013 | 08:15 | 25 км жеме     |

## Освајачи медаља

### Мушкарци
| Дисциплина |                           | Резултат  |                          | Резултат  |                          | Резултат  |
| 5 км       | Осама Мелули · Тунис      | 53:30,4   | Eric Hedlin · Канада     | 53:49,3   | Томас Лурц · Немачка     | 53:51,0   |
| 10 км      | Спиридон Јаниотис · Грчка | 1:49:11,8 | Томас Лурц · Немачка     | 1:49:14,5 | Осама Мелули · Тунис     | 1:49:19,2 |
| 25 км      | Томас Лурц · Немачка      | 4:47:27,0 | Brian Ryckeman · Белгија | 4:47:27,4 | Јегениј Дратцев · Русија | 4:47:28,1 |

### Жене
| Дисциплина |                                   | Резултат  |                           | Резултат  |                                | Резултат  |
| 5 км       | Хејли Андерсон · Сједињене Државе | 56:34,2   | Полијана Окимото · Бразил | 56:34,4   | Ана Марсела Куња · Бразил      | 56:44,4   |
| 10 км      | Полијана Окимото · Бразил         | 1:58:19,2 | Ана Марсела Куња · Бразил | 1:58:19,5 | Ангела Маурер · Немачка        | 1:58:20,2 |
| 25 км      | Мартина Грималди · Италија        | 5:07:19,7 | Ангела Мауер · Немачка    | 5:07:19,8 | Ева Фабијан · Сједињене Државе | 5:07:20,4 |

### Екипно
| Дисциплина |                                                          | Резултат |                                                                | Резултат |                                                            | Резултат |
| 5 км       | Томас Лурц · Кристијан Рајхерт · Исабеле Херле · Немачка | 52:54,9  | Антониос Фокаидис · Спиридон Јаниотис · Калиопи Араузу · Грчка | 54:03,3  | Алан до Кармо · Samuel de Bona · Полијана Окимото · Бразил | 54:03,5  |

## Биланс медаља
| Медаље земље домаћина |

|    | Држава     |   |   |   |   |
| -- | ---------- | - | - | - | - |
| 1. | Тунис      | 1 | 0 | 1 | 2 |
| 2. | Грчка      | 1 | 0 | 0 | 1 |
| 3. | Немачка    | 1 | 1 | 1 | 3 |
| 4. | Белгија    | 0 | 1 | 0 | 1 |
| 5. | Канада     | 0 | 1 | 0 | 1 |
| 6. | Русија     | 0 | 0 | 1 | 1 |
|    | Укупно (6) | 3 | 3 | 3 | 9 |

|            | Држава           |   |   |   |   |
| ---------- | ---------------- | - | - | - | - |
| 1.         | Бразил           | 1 | 2 | 1 | 4 |
| 2.         | Сједињене Државе | 1 | 0 | 1 | 2 |
| 3.         | Италија          | 1 | 0 | 0 | 1 |
| 4.         | Немачка          | 0 | 1 | 1 | 2 |
| Укупно (4) | Укупно (4)       | 3 | 3 | 3 | 9 |

### Биланс медаља, укупно
|            | Држава           |   |   |   |    |
| ---------- | ---------------- | - | - | - | -- |
| 1.         | Немачка          | 2 | 2 | 2 | 6  |
| 2.         | Бразил           | 1 | 2 | 2 | 5  |
| 3.         | Грчка            | 1 | 1 | 0 | 2  |
| 4.         | Тунис            | 1 | 0 | 1 | 2  |
| 5.         | Сједињене Државе | 1 | 0 | 1 | 2  |
| 6.         | Италија          | 1 | 0 | 0 | 1  |
| 7.         | Белгија          | 0 | 1 | 0 | 1  |
| 7.         | Канада           | 0 | 1 | 0 | 1  |
| 9.         | Русија           | 0 | 0 | 1 | 1  |
| Укупно (9) | Укупно (9)       | 7 | 7 | 7 | 21 |

Напомена:Укупни збир има једно такмичење више од збира биланса мушких и женских медаља, јер је у даљинском пливању одржано такмичење мешовитих екипа, па се тај резултат налази само у укупном биласу медаља.